# Цзянье
Цзянье́ (кит. упр. 建邺, пиньинь Jiànyè) — район городского подчинения города субпровинциального значения Нанкин провинции Цзянсу (КНР). Район назван в честь столицы государства У эпохи Троецарствия.

## История
Исторически в этих местах находилась речная отмель, которую упомянул в своих стихах Ли Бо. Ко временам империи Мин отмель превратилась в остров.
В 1933 году в этих местах был образован Район № 5. В 1950 году Район № 5 был переименован в район № 4. В 1955 году Район № 4 был переименован в район Цзянье. В 1967 году район был переименован в район Хунвэй (红卫区), но в 1973 году ему было возвращено прежнее название.

## Административное деление
Район делится на 6 уличных комитетов.